# Andreas Luckeneder

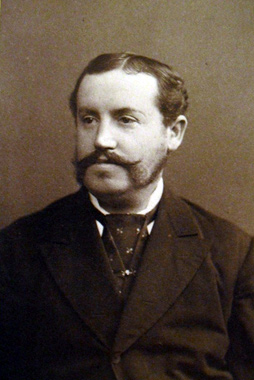
Andreas Luckeneder (1876)

Andreas Luckeneder (* 28. Dezember 1812 in Wien, Kaisertum Österreich; † 5. Mai 1890 in Wien, Österreich-Ungarn) war ein österreichischer Stadtbaumeister.

## Leben
Andreas Luckeneder war der Sohn eines Schneidermeisters und eines Stubenmädchens, stammte also aus einfachen Verhältnissen. Nach dem Besuch der Pflichtschule machte er eine Maurerlehre bei Anton Hoppe und absolvierte daneben die Gewerbeschule. Nachdem er 1830 die Gesellenprüfung gemacht hatte, war er bei Hoppe Bauzeichner und später Polier. 1840 wechselte er zu Baumeister Leopold Mayr, bei dem er Bauleiter wurde. 1856 wurde Luckeneder mit Ablegung der Meisterprüfung und Erlangung der Baumeisterkonzession selbständig. Sein Unternehmen entwickelte sich äußerst erfolgreich. 1859 wurde er Bürger von Wien, 1875 k. k. Bauschätzmeister und Mitglied des Bezirksausschusses Leopoldstadt, wo er wohnhaft war. Eine ihm angebotene Kandidatur für den Wiener Gemeinderat lehnte er hingegen ab.
Seit 1872 arbeitete sein Sohn Oswald Luckeneder in der väterlichen Firma mit. Nach längerer Krankheit starb Luckeneder im 78. Lebensjahr und wurde auf dem Wiener Zentralfriedhof beerdigt.

## Wirken
Andreas Luckeneder war ein sehr erfolgreicher Wiener Stadtbaumeister, dessen Firma zahlreiche Bauten bekannter Architekten ausführte, aber auch Wohnbauten nach eigenen Entwürfen errichtete. Die frühen Bauten zeigen meist einfach gegliederte spätklassizistische Fassaden, die späteren entsprechen dem historistischen Anforderungsprofil plastischer Formgebung, meist in der Art der Neorenaissance.

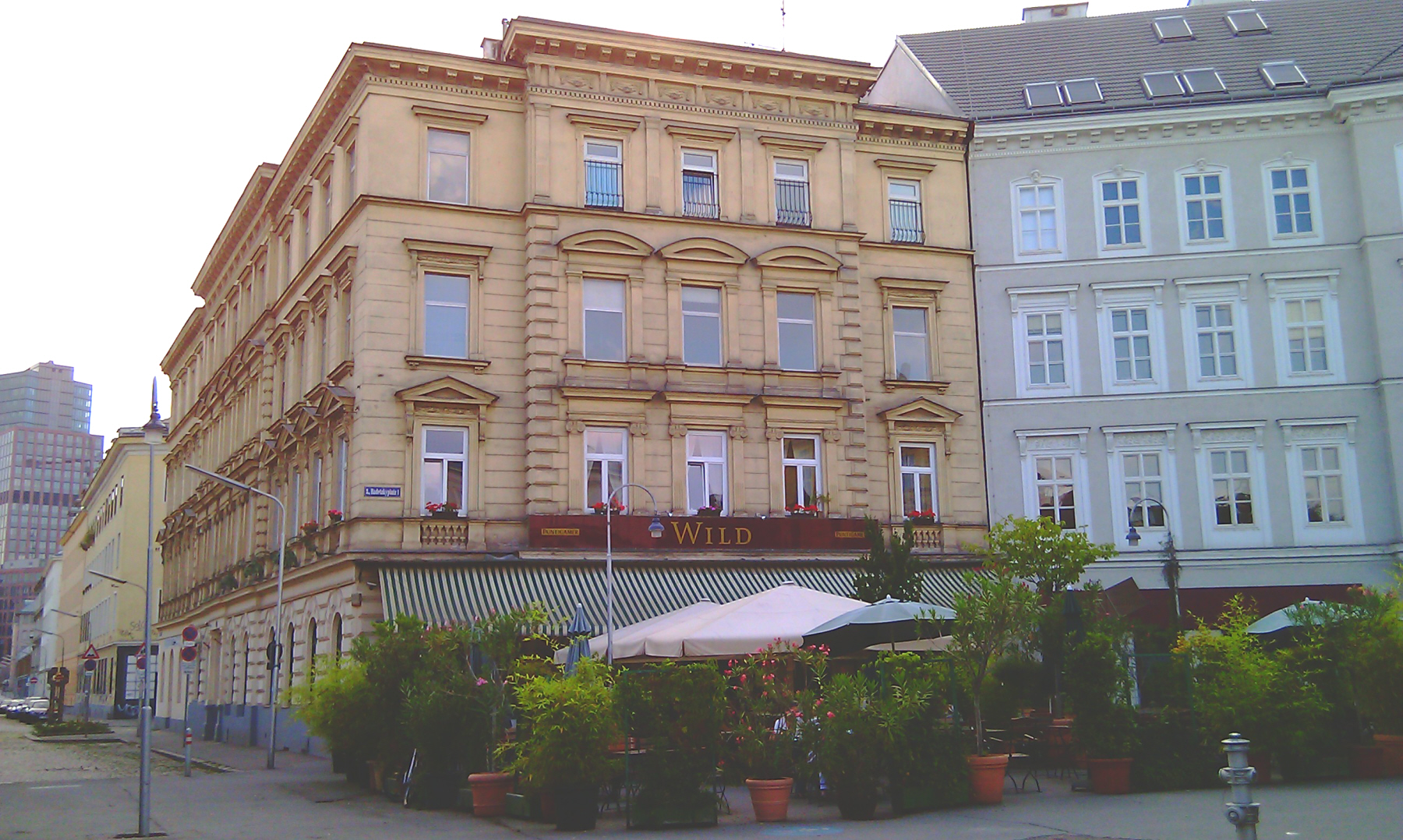
Radetzkyplatz 1 (1871–1873)

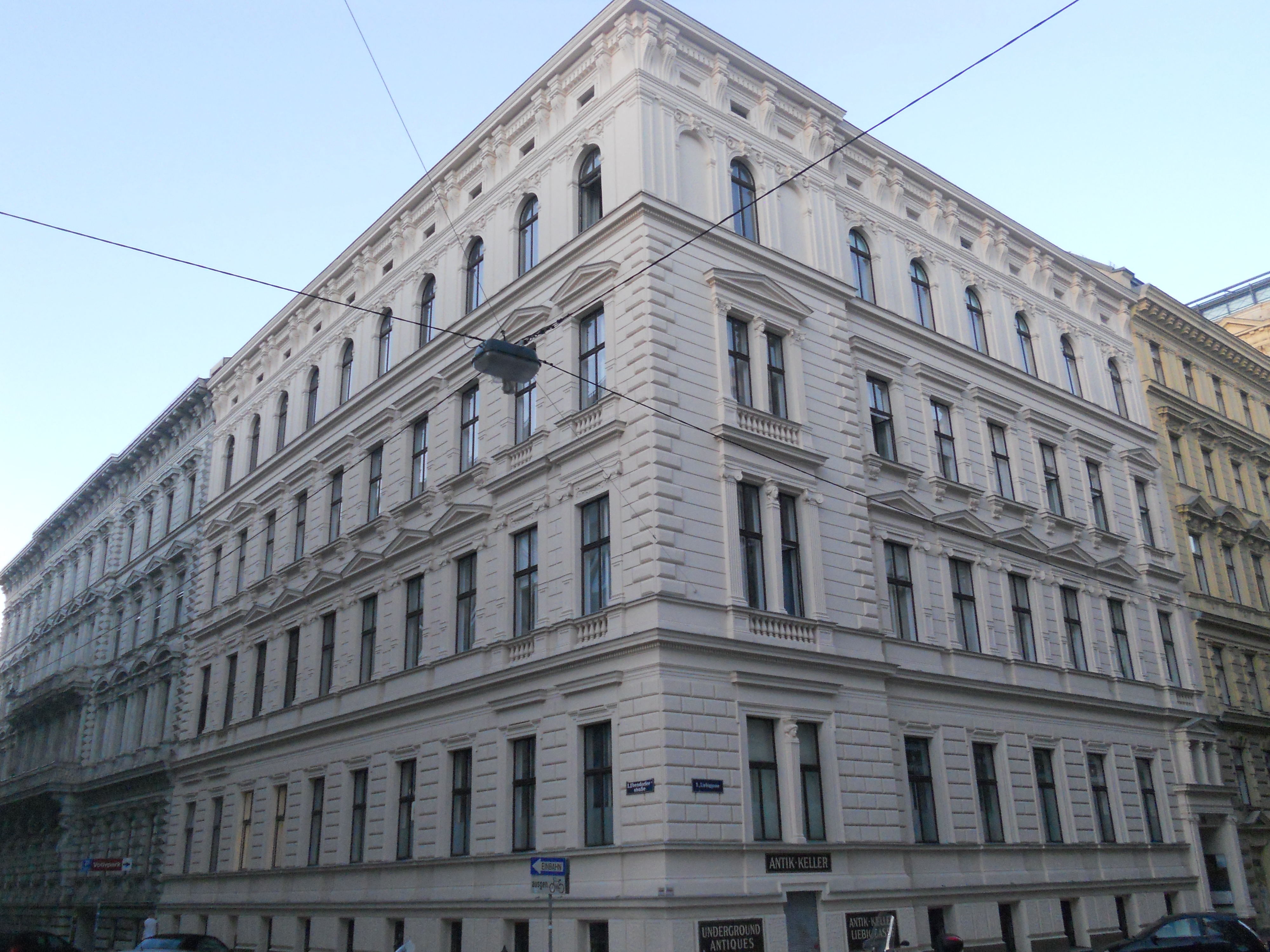
Liebiggasse 4 (1881–1882)

- Palais Hohenlohe, Theresianumgasse 33, Wien 4 (1858), linker Hoftrakt, ursprünglich erbaut 1831–1832 von Anton Grünn, 1861–1862 neuerliche Umgestaltung und Neufassadierung von Carl Tietz
- Miethaus, Kochgasse 36, Wien 8 (1859), Umbau, erbaut 1783
- Wohn- und Geschäftshaus, Opernring 17, Wien 1 (1862), Entwurf Carl Schumann
- Miethäuser, Löwengasse 41 und 43, Wien 3 (1864), abgerissen, an ihrer Stelle Hundertwasserhaus
- Miethaus, Franz-Josefs-Kai 53, Wien 1 (1864–1865), 1957 Fassade abgeschlagen
- Wohnhaus, Hegelgasse 16, Wien 1 (1867), Entwurf Romano und Schwendenwein
- Palais Ofenheim, Schwarzenbergplatz 15, Wien 1 (1867–1868), Entwurf Romano und Schwendenwein
- Miethaus, Radetzkystraße 12 / Radetzkyplatz 2, Wien 3 (1868)
- Wohn- und Geschäftshaus, Canovagasse 5, Wien 1 (1868), Entwurf Romano und Schwendenwein
- Palais Wiener von Welten, Schwarzenbergplatz 2 / Pestalozzigasse 6, Wien 1 (1869), Entwurf Romano und Schwendenwein
- Wohn- und Geschäftshaus, Maria Theresien-Straße 17, Wien 9 (1871), Entwurf Romano und Schwendenwein
- Miethaus, Canovagasse 3–5, Wien 1 (1871), Entwurf Emil von Förster
- Miethaus, Hörlgasse 14, Wien 9 (1871), Entwurf Karl Schumacher
- Miethaus, Obere Viaduktgasse 20 / Radetzkyplatz 1, Wien 3 (1871–1873)
- Wohn- und Geschäftshaus, Hörlgasse 5 und 7, Wien 9 (1871)
- Wohn- und Geschäftshaus, Liechtensteinstraße 11 / Türkenstraße 6, Wien 9 (1872)
- Miethaus, Obere Viaduktgasse 12, Wien 3 (1872)
- Wohn- und Geschäftshaus, Kolingasse 13, Wien 9 (1872), Entwurf Friedrich Schachner
- Wohn- und Geschäftshaus, Liechtensteinstraße 11, Wien 9 (1872), Entwurf Wilhelm Fränkel
- Miethaus, Radetzkyplatz 5 / Radetzkystraße 14, Wien 3 (1872–1873), Entwurf F. Hanauer
- Miethaus, Einsiedlerplatz 2 / Embelgasse 51, Wien 5 (1873), Entwurf Friedrich König
- Miethaus, Rennweg 28, Wien 3 (1873)
- Mietpalais, Jauresgasse 11 / Reisnerstraße 46, Wien 3 (1874)
- Miethaus, Frankenberggasse 2–4 / Apfelgasse 5, Wien 4 (1874)
- Miethaus, Frankenberggasse 3, Wien 4 (1874), abgerissen
- Miethaus, Tongasse 2, Wien 3 (1875)
- Miethaus, Frankenberggasse 8, Wien 4 (1875), Entwurf Architekten Holik und Kaudela
- Wohn- und Geschäftshaus, Wipplingerstraße 29, Wien 1 (1875), Entwurf Heinrich von Ferstel und Carl Köchlin
- Wohn- und Geschäftshaus, Wipplingerstraße 27 / Renngasse 9, Wien 1 (1876), Entwurf Ferstel und Köchlin
- Wohn- und Geschäftshaus, Hohenstaufengasse 2 / Renngasse 2, Wien 1 (1877), Entwurf Ferstel und Köchlin
- Wohn- und Geschäftshaus, Türkenstraße 10, Wien 9 (1879–1880), Entwurf Ludwig Tischler
- Miethaus, Hörlgasse 11, Wien 9 (1880), Entwurf Ludwig Tischler
- Miethaus, Rooseveltplatz 10, Wien 9 (1880), Entwurf Ferstel und Köchlin
- Miethaus, Ferstelgasse 1, Wien 9 (1880), Entwurf Alois Koch
- Miethaus, Frankenberggasse 8, Wien 4 (1881), Entwurf Friedrich Schachner
- Miethaus, Preßgasse 22, Wien 4 (1881), Entwurf Oskar Merz
- Miethaus, Rienößlgasse 8–10 / Kleinschmidgasse 1, Wien 4 (1881)
- Miethaus, Liebiggasse 4, Wien 1 (1881–1882)
- Familienhaus, Untere Augartenstraße 3, Wien 2 (1882), nicht mehr existent
- Mietpalais, Schwindgasse 6, Wien 4 (1882), Entwurf Ferdinand Fellner und Hermann Helmer
- Miethaus, Schönbrunner Straße 26, Wien 5 (1882), Entwurf Otto Hieser
- Wohn- und Geschäftshäuser, Reichsratsstraße 7–9, Wien 1 (1884–1886), Entwurf Franz von Neumann
- Miethaus, Kleine Neugasse 10 / Schäffergasse 23, Wien 4 (1885)
- Miethaus, Kolingasse 4, Wien 9 (1886)
- Miethaus, Reisnerstraße 28, Wien 3 (1886)
- Miethaus, Rasumofskigasse 2, Wien 3 (1887), 1948 Kriegsschadenbehebung
- Miethaus, Maria Theresienstraße 3, Wien 9 (1887)
- Miethaus, Lackierergasse 1, Wien 9 (1889–1890), Fassade abgeschlagen